# Ajda Pekkan
Ajda Pekkan˙(Istanbul, 29. veljača 1946.) je turska pop pjevačica. Do sada je objavila više od 20 albuma i jedna je od najuspješnijih ženskih glazbenika u Turskoj s više od 30 milijuna prodanih nosača zvuka.

## Diskografija
- Cool Kadın (2006.)
- Sen İste (2003.)
- Diva (2000.)
- The Best of Ajda (1998.)
- Ajda Pekkan (1996.)
- Ajda 93 (1993.)
- Seni Seçtim (1991.)
- Ajda 1990 (1990.)
- Superstar IV (1987.)
- Ajda Pekkan - Bes Yil Önce On Yi Sonra (1984.)
- Superstar III (1983.)
- Sevdim Seni (1982.)
- Sen Mutlu Ol (1981.)
- Superstar II (1979.)
- Pour Lui (1978.)
- Superstar (1977.)
- La Fete A L’Olympia (1976.)
- Ajda (1975.)
- Ajda Pekkan Vol III (1972.)
- Fecri Ebcioglu Sunar (1969.)
- Ajda Pekkan (1968.)